# Station Brampton (Suffolk)
Brampton (Suffolk) is een spoorwegstation van National Rail in Redisham, Waveney in Engeland. Het station is eigendom van Network Rail en wordt beheerd door Greater Anglia. 

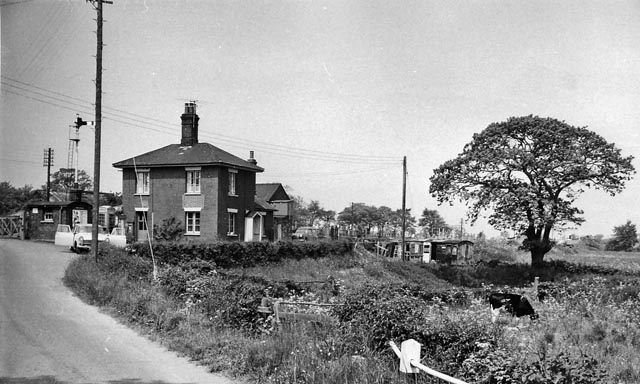
Overzicht, 1963